# Phare de Pigeon Point
Le phare de Pigeon Point est un phare situé sur la California State Route 1 entre Santa Cruz et San Francisco, près de Pescadero, dans le comté de San Mateo (État de la Californie), aux États-Unis.
Ce phare est géré par la Garde côtière américaine, et les phares de l'État de Californie sont entretenus par le District 11 de la Garde côtière.
Il est inscrit au Registre national des lieux historiques  le 8 mars 1977. Il est enregistré au California Historical Landmark sous le n°930 depuis 1980.
Il est présent sur le logo de l'entreprise E. W. Scripps Company.

## Histoire
Le phare de Pigeon Point est l'un des phares les plus pittoresques de la côte du Pacifique. Sa tour se dresse sur un promontoire rocheux et a longtemps été un point de repère pour les navires approchant la baie de San Francisco par le sud. Ce promontoire, et donc le phare, tire son nom du clipper Carrier Pigeon qui a fait naufrage ici en 1853.
La lanterne de la tour n'est plus équipée de la première lentille de Fresnel de 1 000 watts qui pouvait produire une luminosité de 500 000 candelas et qui avait été fabriquée en France chez Henry Lepaute. Elle avait été mise en service le 15 novembre 1872. La rotation de l'objectif était à l'origine alimentée par un mécanisme d'horlogerie et un poids de 45 livres (20 kg).
En 1926, le phare fut alimenté en électricité. Des innovations modernes ont été incorporées et la lampe IOV au kérosène a été remplacée par une ampoule de 1.000 watts, l'horlogerie par un moteur électrique et un signal de brouillard à commande électrique ont finalement été installés.
En 1972, la garde côtière des États-Unis a installé un Aerobeacon de 24 pouces (610 mm) sur le devant de la tour et a retiré officiellement la lentille de Fresnel de service régulier. La lentille de Fresnel de 1er ordre n'était allumée que pour célébrer des occasions spéciales. Elle a été enlevée en novembre 2011, pour être maintenant exposée dans le bâtiment du signal de brume, adjacent à la base du phare.
Depuis le milieu des années 1960, les logements des gardiens de phare restaurés servent également d'auberge de jeunesse pour les voyageurs. Les quatre maisons de trois chambres situées au nord du phare accueillent des groupes et des voyageurs de tous âges. Chaque maison dispose de chambres avec lits superposés pour hommes ou femmes, ainsi que d'une salle privée. Les hôtes de l'auberge partagent les cuisines et les espaces de vie mis en place pour faciliter les échanges interculturels.

## Description
C'est une tour cylindrique blanche de 35 m, avec double galerie et lanterne. Équipé d'un DCB-24 il émet, à une hauteur focale de 45 m au-dessus du niveau de la mer, un éclat blanc toutes les 10 secondes. La corne de brume émet un signal toutes les 30 secondes. Sa portée nominale est de 24 milles nautiques (environ 44 km).
Identifiant : ARLHS : USA-499 - Amirauté : G4006 - USCG : 6-0320.

## Caractéristique du feu maritime
Fréquence : 10 secondes (W)
- Lumière : 1 seconde
- Obscurité : 9 secondes

|              |
| Pigeon Point |

|          |
| Le phare |

|              |
| Vue aérienne |